# Circonscription électorale de Badajoz
Ne doit pas être confondu avec Circonscription autonomique de Badajoz.
La circonscription électorale de Badajoz est l'une des cinquante-deux circonscriptions électorales espagnoles utilisées comme divisions électorales pour les élections générales espagnoles.
Elle correspond géographiquement à la province de Badajoz.

## Historique
Elle est instaurée en 1977 par la loi pour la réforme politique puis confirmée avec la promulgation de la Constitution espagnole qui précise à l'article 68 alinéa 2 que chaque province constitue une circonscription électorale.

## Congrès des députés

### Synthèse
|             |       | 1977 | 1979 | 1982 | 1986 | 1989 | 1993 | 1996 | 2000 | 2004 | 2008 | 2011 | 2015 | 2016 | 04/19 | 11/19 | 2023 |
| ----------- | ----- | ---- | ---- | ---- | ---- | ---- | ---- | ---- | ---- | ---- | ---- | ---- | ---- | ---- | ----- | ----- | ---- |
| UCD         |       | 4    | 4    |      |      |      |      |      |      |      |      |      |      |      |       |       |      |
| AP & alliés |       |      |      | 2    | 2    |      |      |      |      |      |      |      |      |      |       |       |      |
| PSOE        |       | 3    | 3    | 5    | 4    | 4    | 4    | 3    | 3    | 3    | 3    | 2    | 3    | 2    | 3     | 3     | 2    |
| PP          |       |      |      |      |      | 2    | 2    | 3    | 3    | 3    | 3    | 4    | 2    | 3    | 1     | 2     | 2    |
| Podemos     |       |      |      |      |      |      |      |      |      |      |      |      | 1    | 1    |       |       |      |
| Cs          |       |      |      |      |      |      |      |      |      |      |      |      |      |      | 1     |       |      |
| Vox         |       |      |      |      |      |      |      |      |      |      |      |      |      |      | 1     | 1     | 1    |
|             |       |      |      |      |      |      |      |      |      |      |      |      |      |      |       |       |      |
| Total       | Total | 7    | 7    | 7    | 6    | 6    | 6    | 6    | 6    | 6    | 6    | 6    | 6    | 6    | 6     | 6     | 5    |

### 1977
| Parti | Parti | Députés |
| ----- | ----- | --- |
| UCD   |       | Manuel Jesús García Garrido, Antonio Masa Godoy, Dolores Blanca Morenas Aydillo, Enrique Sánchez de León Pérez |
| PSOE  |       | Juan Carlos Rodríguez Ibarra, Salvador Soriano Pérez, Luis Yáñez-Barnuevo García                               |

### 1979
| Parti | Parti | Députés |
| ----- | ----- | --- |
| UCD   |       | Isidoro Hernández-Sito García-Blanco, Dolores Blanca Morenas Aydillo, Alberto Oliart, Enrique Sánchez de León Pérez |
| PSOE  |       | Juan Carlos Rodríguez Ibarra, Enrique Ballestero Pareja, Martín Rodríguez Contreras                                 |

### 1982
| Parti  | Parti | Députés |
| ------ | ----- | --- |
| PSOE   |       | Enrique Ballestero Pareja, Juan Carlos Rodríguez Ibarra, Francisco Fernández Cortés, Francisco Fuentes Gallardo, Florencio Hidalgo-Barquero del Rosal |
| AP-PDP |       | Antonio Uribarri Murillo, Luis Ramallo García |

- Juan Carlos Rodríguez Ibarra est remplacé en mai 1983 par José Correas Parralejo.

### 1986
| Parti | Parti | Députés |
| ----- | ----- | --- |
| PSOE  |       | Enrique Ballestero Pareja, José Correas Parralejo, Francisco Fernández Marugán, Francisco Fuentes Gallardo |
| CP    |       | Luis Ramallo García, Antonio Uribarri Murillo                                                              |

### 1989
| Parti | Parti | Députés                                                                                              |
| ----- | ----- | --- |
| PSOE  |       | Francisco Fernández Marugán, Francisco Fuentes Gallardo, Rafael Olea Álvarez, Carmen Pereira Santana |
| PP    |       | Isidoro Hernández-Sito García-Blanco, Luis Ramallo García                                            |

### 1993
| Parti | Parti | Députés                                                                                                   |
| ----- | ----- | --- |
| PSOE  |       | Francisco Fernández Marugán, Francisco Fuentes Gallardo, Alfredo Gimeno Ortiz, María Dolores Sánchez Díaz |
| PP    |       | Isidoro Hernández-Sito García-Blanco, Luis Ramallo García                                                 |

### 1996
| Parti | Parti | Députés                                                                               |
| ----- | ----- | ------------------------------------------------------------------------------------- |
| PSOE  |       | Francisco Amarillo Doblado, Francisco Fernández Marugán, Francisco Fuentes Gallardo   |
| PP    |       | Isidoro Hernández-Sito García-Blanco, Luis Ramallo García, Francisco Zambrano Vázquez |

- Isidoro Hernández-Sito García-Blanco est remplacé en juillet 1996 par Carmen Matador de Matos.
- Luis Ramallo García est remplacé en octobre 1996 par Rosa Isabel Díez López.

### 2000
| Parti | Parti | Députés                                                                   |
| ----- | ----- | ------------------------------------------------------------------------- |
| PSOE  |       | Francisco Amarillo Doblado, Francisco Fernández Marugán, Soledad Pérez    |
| PP    |       | Juan Ignacio Barrero, Carmen Matador de Matos, Francisco Zambrano Vázquez |

- Juan Ignacio Barrero Valverde est remplacé en octobre 2000 par Germán Augusto López Iglesias.

### 2004
| Parti | Parti | Députés                                                                             |
| ----- | ----- | ----------------------------------------------------------------------------------- |
| PSOE  |       | Soledad Pérez, Francisco Fernández Marugán, José Luis Galache Cortés                |
| PP    |       | Germán Augusto López Iglesias, Carmen Matador de Matos, María Pía Sánchez Fernández |

### 2008
| Parti | Parti | Députés                                                                         |
| ----- | ----- | ------------------------------------------------------------------------------- |
| PSOE  |       | José Alberto Cabañes Andrés, Francisco Fernández Marugán, Soledad Pérez         |
| PP    |       | Mariano Gallego Barrero, Alejandro Ramírez del Molino, María José Solana Barras |

### 2011
| Parti | Parti | Députés |
| ----- | ----- | --- |
| PP    |       | María Teresa Angulo Romero, Alejandro Ramírez del Molino, Bibiano Serrano Calurano, Germán Augusto López Iglesias |
| PSOE  |       | Soledad Pérez, José Ignacio Sánchez Amor                                                                          |

- Alejandro Ramírez del Molino (PP) est remplacé en janvier 2012 par María Piedra Escrita Jiménez Díaz.
- Germán López (PP) est remplacé en mai 2012 par María Cristina Suárez-Bárcena Blasco.

### 2015
| Parti   | Parti | Députés                                                         |
| ------- | ----- | --------------------------------------------------------------- |
| PSOE    |       | Patricia Sierra Rojas, Soledad Pérez, José Ignacio Sánchez Amor |
| PP      |       | María Teresa Angulo Romero, Alejandro Ramírez del Molino        |
| Podemos |       | Amparo Botejara                                                 |

### 2016
| Parti   | Parti | Députés                                                                     |
| ------- | ----- | --------------------------------------------------------------------------- |
| PP      |       | María Teresa Angulo Romero, Alejandro Ramírez del Molino, Pedro Acedo Penco |
| PSOE    |       | Soledad Pérez, José Ignacio Sánchez Amor                                    |
| Podemos |       | Amparo Botejara                                                             |

- Alejandro Ramírez del Molino (PP), mort en fonctions le 22 août 2016, est remplacé par Víctor Píriz.
- Ignacio Sánchez Amor (PSOE) est remplacé en juillet 2018 par Patricia Sierra Rojas.

### Avril 2019
| Parti | Parti | Députés                                                                   |
| ----- | ----- | ------------------------------------------------------------------------- |
| PSOE  |       | Valentín García Gómez, María Isabel García López, Mariano Sánchez Escobar |
| PP    |       | Víctor Píriz                                                              |
| Cs    |       | María José Calderón Díaz                                                  |
| Vox   |       | Víctor Manuel Sánchez del Real                                            |

### Novembre 2019
| Parti | Parti | Députés                                                                   |
| ----- | ----- | ------------------------------------------------------------------------- |
| PSOE  |       | Valentín García Gómez, María Isabel García López, Mariano Sánchez Escobar |
| PP    |       | Víctor Píriz, María Teresa Angulo Romero                                  |
| Vox   |       | Víctor Manuel Sánchez del Real                                            |

### 2023
| Parti | Parti | Députés                                                    |
| ----- | ----- | ---------------------------------------------------------- |
| PSOE  |       | María Isabel García López, Juan Antonio González Gracia    |
| PP    |       | Antonio Cavacasillas Rodríguez, Alfonso Carlos Macías Gata |
| Vox   |       | Ignacio Hoces Íñiguez                                      |

## Sénat

### Synthèse
|             |       | 1977 | 1979 | 1982 | 1986 | 1989 | 1993 | 1996 | 2000 | 2004 | 2008 | 2011 | 2015 | 2016 | 04/19 | 11/19 | 2023 |
| ----------- | ----- | ---- | ---- | ---- | ---- | ---- | ---- | ---- | ---- | ---- | ---- | ---- | ---- | ---- | ----- | ----- | ---- |
| UCD         |       | 2    | 3    |      |      |      |      |      |      |      |      |      |      |      |       |       |      |
| AP & alliés |       |      |      | 1    | 1    |      |      |      |      |      |      |      |      |      |       |       |      |
| PSOE        |       | 2    | 1    | 3    | 3    | 3    | 3    | 3    | 1    | 3    | 3    | 1    | 3    | 1    | 3     | 3     | 2    |
| PP          |       |      |      |      |      | 1    | 1    | 1    | 3    | 1    | 1    | 3    | 1    | 3    | 1     | 1     | 2    |
|             |       |      |      |      |      |      |      |      |      |      |      |      |      |      |       |       |      |
| Total       | Total | 4    | 4    | 4    | 4    | 4    | 4    | 4    | 4    | 4    | 4    | 4    | 4    | 4    | 4     | 4     | 4    |

### 1977
| Parti | Parti | Sénateurs                                                         |
| ----- | ----- | ----------------------------------------------------------------- |
| UCD   |       | Luis Ramallo García, Jesús Vicente Sánchez Cuadrado               |
| PSD   |       | Juan Antonio Cansinos Rioboó, Alfonso Moreno de Acevedo San Pedro |

### 1979
| Parti | Parti | Sénateurs                                                        |
| ----- | ----- | ---------------------------------------------------------------- |
| UCD   |       | Luis Ramallo García, Manuel Román Ceba, Antonio Uribarri Murillo |
| PSOE  |       | Casimiro Barbado González                                        |

### 1982
| Parti  | Parti | Sénateurs                                                              |
| ------ | ----- | ---------------------------------------------------------------------- |
| PSOE   |       | Zenón José Luis Paz, Antonio Rosa Plaza, María Teresa Viniegra Cansado |
| AP-PDP |       | Eduardo Baselga García-Escudero                                        |

### 1986
| Parti | Parti | Sénateurs                                                                         |
| ----- | ----- | --------------------------------------------------------------------------------- |
| PSOE  |       | Violeta Esperanza Alejandre Úbeda, José Luis Galache Cortés, José Santiago Lavado |
| CP    |       | Eduardo Baselga García-Escudero                                                   |

### 1989
| Parti | Parti | Sénateurs                                                         |
| ----- | ----- | ----------------------------------------------------------------- |
| PSOE  |       | María Jesús Checa Simó, José Santiago Lavado, Luis Zarallo Cortés |
| PP    |       | Juan Ignacio Barrero                                              |

### 1993
| Parti | Parti | Sénateurs                                                         |
| ----- | ----- | ----------------------------------------------------------------- |
| PSOE  |       | María Jesús Checa Simó, José Santiago Lavado, Luis Zarallo Cortés |
| PP    |       | Juan Ignacio Barrero                                              |

### 1996
| Parti | Parti | Sénateurs                                                                    |
| ----- | ----- | ---------------------------------------------------------------------------- |
| PSOE  |       | Manuel Caballero Muñoz, María del Carmen Granado Paniagua, Manuel Nieto Ledo |
| PP    |       | Juan Ignacio Barrero                                                         |

### 2000
| Parti | Parti | Sénateurs                                                                              |
| ----- | ----- | -------------------------------------------------------------------------------------- |
| PP    |       | Miguel Ángel Celdrán Matute, María Auxiliadora Correa Zamora, María José Solana Barras |
| PSOE  |       | Francisco Fuentes Gallardo                                                             |

- Miguel Celdrán (PP) est remplacé en novembre 2000 par Alejandro Encinas Casillas.
- Francisco Fuentes (PSOE) est remplacé en juin 2003 par Vicente Romualdo Murillo Gómez.

### 2004
| Parti | Parti | Sénateurs                                                                          |
| ----- | ----- | ---------------------------------------------------------------------------------- |
| PSOE  |       | Eduardo de Orduña Puebla, Eugenio Álvarez Gómez, María del Carmen Granado Paniagua |
| PP    |       | Miguel Ángel Celdrán Matute                                                        |

- Miguel Celdrán (PP) est remplacé en avril 2007 par María Auxiliadora Correa Zamora.
- Eduardo de Orduña (PSOE) est remplacé en juillet 2007 par Ana María Rufo Morgado.

### 2008
| Parti | Parti | Sénateurs                                                                                   |
| ----- | ----- | ------------------------------------------------------------------------------------------- |
| PSOE  |       | María del Carmen Granado Paniagua, Francisco Jiménez Araya, María Ascensión Murillo Murillo |
| PP    |       | Manuel Paulo Atalaya de Tena                                                                |

- Ascensión Murillo (PSOE) est remplacée en juin 2011 par Pedro Blas Vadillo Martínez.

### 2011
| Parti | Parti | Sénateurs                                                                   |
| ----- | ----- | --------------------------------------------------------------------------- |
| PP    |       | Pedro Acedo Penco, Antonio Galván Porras, María Agustina Rodríguez Martínez |
| PSOE  |       | Juan María Vázquez García                                                   |

### 2015
| Parti | Parti | Sénateurs                                                                     |
| ----- | ----- | ----------------------------------------------------------------------------- |
| PSOE  |       | Juan María Vázquez García, Valentín Cortés Cabanillas, Carmen Pereira Santana |
| PP    |       | Antonio Galván Porras                                                         |

### 2016
| Parti | Parti | Sénateurs                                                                      |
| ----- | ----- | ------------------------------------------------------------------------------ |
| PP    |       | Antonio Galván Porras, Antonio González Torres, María Teresa Tortonda Gordillo |
| PSOE  |       | Juan María Vázquez García                                                      |

### Avril 2019
| Parti | Parti | Sénateurs                                                                         |
| ----- | ----- | --------------------------------------------------------------------------------- |
| PSOE  |       | María Teresa Macías Mateos, Baldomero Espinosa Moreno, María Ascensión Godoy Tena |
| PP    |       | Pedro Acedo Penco                                                                 |

### Novembre 2019
| Parti | Parti | Sénateurs                                                                         |
| ----- | ----- | --------------------------------------------------------------------------------- |
| PSOE  |       | María Teresa Macías Mateos, Baldomero Espinosa Moreno, María Ascensión Godoy Tena |
| PP    |       | Francisco Javier Fragoso Martínez                                                 |

### 2023
| Parti | Parti | Sénateurs                                         |
| ----- | ----- | ------------------------------------------------- |
| PSOE  |       | Rafael Lemus Rubiales, María Teresa Macías Mateos |
| PP    |       | José Antonio Monago, Carmen Pagador López         |